# جيسي أ. هاميلتون
جيسي أ. هاميلتون (بالإنجليزية: Jesse A. Hamilton)‏ هو صحفي أمريكي، ولد في 1974 في بورتلاند في الولايات المتحدة.